# Kula sa satom Leroj u Supetru
Kula sa satom Leroj u gradiću Supetru, ul. kipara Ivana Rendića, zaštićeno kulturno dobro.

## Opis
Kula-sat ili Leroj je slobodnostojeća kula jugozapadno od župne crkve u Supetru. Skarpa u podanku kule odijeljena je oblim razdijelnim vijencem od korpusa, a završava ravnom terasom za zvona s ugaonim piramidama. Na zapadnom pročelju je okrugli sat s rimskim brojevima, u uglovima dekoriran cvjetnim reljefom. Kula-sat sagrađena u 18. st. čini jedinstvenu urbanističku cjelinu sa župnom crkvom i zvonikom.

## Zaštita
Pod oznakom Z-1432 zavedena je kao nepokretno kulturno dobro - pojedinačno, pravna statusa zaštićena kulturnog dobra, klasificirano kao "javne građevine".